# عقد 1270
عقد 1270 هو عقد امتد بين 1 يناير 1270 و31 ديسمبر 1279 بحسب التقويم الميلادي. سبقه عقد 1260 ولحقه عقد 1280.

## أحداث
- معركة البستان (1277)
- معركة الدونونية (1275)
- معركة يامن (1279)
- معركة الجزيرة الخضراء (1278)

## مواليد
- كارلو مارتلو أنجو (1271)
- مارغريت من برابانت (1276)
- لويس، كونت إفرو (1276)
- لويس الأول، دوق بوربون (1279)
- صدر الدين الشعيبي (1278)
- روبرت الأول ملك اسكتلندا (1274)
- صفي الدين الحلي (1278)
- روبيرتو ملك نابولي (1277)
- أوحدي المراغي (1271)
- القاسم بن يوسف التجيبي (1271)
- خوانا الأولى ملكة نافارا (1273)

## وفيات
- ثيوبالد الثاني ملك نافارا (1270)
- ماري دي بريين (1275)
- غبريال الثالث (1271)
- جان تريستان، كونت فالوا (1270)
- ابن بيبي (1272)
- إيزابيل من فرنسا، ملكة نافارا (1271)
- ماريا لاسكارينا (1270)
- إيزابيلا من أراغون، ملكة فرنسا (1271)
- المنصور الحسن بن بدر الدين (1271)
- فيليب من مونتفورت (1270)
- أمير أرغون (1275)

## كتب
- Yves Denis Papin (1998). Chronologie de l'histoire ancienne. Lieu de publication non identifié: Éditions Jean-paul Gisserot. ISBN:2-87747-346-5. OCLC:40746926. مؤرشف من الأصل في 2022-03-16.
- موسوعة حضارة العالم (2002) لأحمد محمد عوف.

## روابط خارجية
- تصفح سنة بسنة عقد 1270 على موقع onthisday.com
- تصفح سنة بسنة عقد 1270 ابتداءً من سنة عقد 1270 على موقع المكتبة الوطنية الفرنسية